# Государственные доходы
Государственные доходы — это денежные средства, которые поступают в безвозмездном и безвозвратном порядке в соответствии с действующей классификацией и действующим законодательством в государственный бюджет. Материальной основой доходов государственного бюджета является национальный доход, то есть та часть, которая подлежит централизации в бюджеты различных уровней. В бюджете содержится основная часть государственных финансовых ресурсов, принимающих форму доходов бюджета. Если доходная часть государственного бюджета превышает расходную, то формируется профицит государственного бюджета, если наоборот — дефицит.
Доходная часть государственного бюджета формируются из:
Налоговых поступлений
- подоходный налог, налог на прибыль;
- отчисления в государственные социальные фонды;
- налоги, взимаемые в зависимости от фонда оплаты труда;
- налоги на собственность;
- косвенные налоги на товары и услуги;
- налоги на внешнюю торговлю и внешнеэкономические операции;
- прочие налоги, сборы и пошлины.

Неналоговых поступлений
- доходы от собственности и предпринимательской деятельности;
- административные сборы и платежи, доходы от продаж;
- поступления по штрафам и санкциям;
- прочие неналоговые поступления.

Доходов от операций с капиталом
- продажа основного капитала;
- доходы от реализации государственных запасов;
- доходы от продажи земли;
- поступления капитальных трансфертов из негосударственных источников.